# Linia kolejowa nr 906
Linia kolejowa nr 906 – jednotorowa, zelektryfikowana linia kolejowa znaczenia miejscowego, łącząca stację Chotyłów z posterunkiem odgałęźnym Mętraki.